# Lailoken
Lailoken era un folle e profeta scozzese (britannico) che visse nella foresta della Caledonia alla fine del VI secolo. Nella Vita di San Kentigern menziona «un certo "sciocco", che si chiamava Laleocen» che viveva nei pressi del villaggio di Peartnach (Partick) all'interno del Regno di Strathclyde. Laleocen profetizzò la morte del re Rhydderch Hael.
In quanto uomo selvaggio e veggente che vive nelle selve di quelle che oggi sono le lande della Scozia meridionale, Lailoken è spesso identificato e assimilato con Myrddin Wyllt, il precursore gallese dell'Arturiano mago Merlino. Il Merlino storico, originario del Galles, è particolarmente associato alla battaglia che si combatté ad Arfderydd (573) nel Cumberland (oggi Cumbria), e nell'area appena a nord, oltre il confine colla moderna Scozia; Myrddin combatté per la fazione che venne sconfitta e, successivamente a quest'evento, impazzì.
Anche una storia scritta nel tardo XV secolo, Lailoken e Kentigern, afferma: «…alcuni dicono che fosse chiamato Merlynum».
Lailoken potrebbe essere una forma del nome Llallogan, che ricorre nel poema gallese Cyfoesi Myrddin a Gwenddydd ei Chwaer (letteralmente "La conversazione di Merlino e sua sorella Gwenddydd"), dove Gwenddydd si riferisce a Merlino come Llallawg e il suo diminutivo, Llallwgan. Il nome è paragonabile al gallese moderno *llallog "fratello, amico, signore (come forma di indirizzo); onore, dignità", anche "un gemello; gemellato (-simile)".